# Tony Cunningham
Thomas Anthony (Tony) Cunningham (ur. 16 września 1952 w Workington) – brytyjski polityk, poseł do Parlamentu Europejskiego IV kadencji, deputowany do Izby Gmin trzech kadencji.

## Życiorys
Absolwent historii i nauk politycznych na University of Liverpool, po czym podjął pracę w zawodzie nauczyciela. Pracował m.in. w Tanzanii, po powrocie do Wielkiej Brytanii uczył historii w Netherhall School Maryport. Zaangażował się w działalność polityczną w ramach Partii Pracy. Był radnym i przewodniczącym rady w Allerdale, a w 1990 burmistrzem w swojej rodzinnej miejscowości.
Od 1994 do 1999 sprawował mandat eurodeputowanego, wchodząc w skład frakcji socjalistycznej. W 1999 objął stanowisko dyrektora wykonawczego organizacji pozarządowej zajmującej się prawami człowieka. W wyborach parlamentarnych w 2001 został wybrany do Izby Gmin z okręgu wyborczego Workington. W niższej izbie brytyjskiego parlamentu zasiadał przez trzy kadencje do 2015, kiedy to nie ubiegał się o reelekcję. Od 2011 do 2013 odpowiadał za rozwój międzynarodowy w gabinecie cieni Eda Milibanda.